# Josef Jakwert
Josef Jakwert (Namysłów, 22 de julho de 1914 — Kulmbach, 21 de outubro de 2003) foi um oficial alemão que serviu no Deutsches Heer durante a Segunda Guerra Mundial. Foi condecorado com a Cruz de Cavaleiro da Cruz de Ferro com Folhas de Carvalho.

## Condecorações
- Cruz de Ferro (1939)
  - 2ª classe (28 de junho de 1940)[3]
  - 1ª classe (12 de março de 1942)[3]
- Distintivo de Ferido (1939)
  - em Preto
  - em Prata
- Distintivo Panzer em Prata
- Medalha Oriental
- Cruz de Cavaleiro da Cruz de Ferro (14 de maio de 1944)[4][5]
  - 752ª Folhas de Carvalho (24 de fevereiro de 1945)[6][5]